# الملاحيص (الريدة)
'

تعديل مصدري - تعديل

الملاحيص هي إحدى قرى عزلة الريدة وقصيعر بمديرية الريدة وقصيعر التابعة لمحافظة حضرموت، بلغ تعداد سكانها 191 نسمة حسب تعداد اليمن لعام 2004.